# ディア・スクワッド
『ディア・スクワッド』（簡体字：无敌鹿战队、繁体字：無敵鹿戰隊、英語: Deer Squad）とは、中国のテレビアニメ。

## 概要
このアニメは子供向け作品としてCGで製作されている。アニメーション制作はiQIYI。
本作がシリーズ化されたきっかけは、中国中央テレビで放送された短編作品から始まった。2020年7月15日に配信プラットフォーム『iQIYI』で配信され、テレビ放送では2021年1月25日からアメリカ合衆国などを含む地域で放送されている。 
海外の放送権ではニコロデオンが取得しており、現在は第2シリーズが製作されている。日本では2021年内にRakuten TVの定額制動画配信サービス『Nick+』で配信される予定。

## キャラクター

### ディア・スクワッド
カイ
声 - ブロディ・アレン／島田愛野
水の力を持つ黄色のシカ、ディア・スクワッドのリーダー。
ローラ
声 - ジュリエット・ルシェ／陶山恵実里
木の力を持つ桃色のシカ。
ラミー
声 - ホールデン・トーマス／青山桐子
太陽のパワーを持つアカシカ。
ボビー
声 - コナー・エリアス・アンドラーデ／早川舞
大地の力を持つ緑色のシカ。デザート作りが趣味。

### 宿敵
スティール
声 - ダグ・アーホルツ
ディア・スクワッドの敵。
スクラッチ
声 - ジュリー・マッダレーナ・クリーワー
スティールの教授。
マフィン
声 - ？？？／葛原詩織
スティールがプードルを飼った際に刻んだ名前のペット。
イアン
声 - ミスター・ローレンス
白いアヒルの男の子、公園の整理整頓が好き。
ティナ
声 - サマンサ・ハーン
アオウミガメの女の子、ティナには3人の子供がいる。
フィフィとサーシャ
声 - アンディ・メカニック
白い鳥。
リカルド
声 - ジェイデン・カンナテッリ
いたずら好きなリス。
キャサリン
声 - ギャビー・クラーク
ワニの女の子、下水道に住んでいる。

## 吹き替え声優
- 後藤光祐
- 岡本麻弥
- 田村健亮
- 森永千才
- 葛原詩織（プードル、サーシャ、白鳥、ヒナ、ひよこ、子カメ役など）[4]

## 主題歌
オープニングテーマ「ディア・スクワッド」
歌 - 隆成

## エピソードリスト

### シーズン1
| 話数 | 邦題                                                     | 原題                                     | 放送日        | 放送日       |
| ---- | -------------------------------------------------------- | ---------------------------------------- | ------------- | ------------ |
| 1    | 夜になったセントラル・フォレスト巨大スチールをやっつけろ | Goodnight Central ForestSteelzilla       | 2021年1月25日 | 2022年1月6日 |
| 2    | ミツバチさんを救えヒナちゃんの子守は大変                 | Save the BeesDuck Dilemma                | 2021年1月26日 | 2022年1月6日 |
| 3    | 大ナマズの伝説バブル式洗浄マシン                         | Catfish CapersBubble Debacle             | 2021年1月27日 | 2022年1月6日 |
| 4    | カイ・エクスプレスアヒル巻注意報                         | Kai ExpressDucknado                      | 2021年1月28日 | 2022年1月6日 |
| 5    | ドーナツで大騒ぎアイスクリーム食べたい                   | Donut PanicI Scream                      | 2021年1月29日 | 2022年1月6日 |
| 6    | 水の中の大きな友だちピッタリコンビ                       | Deep Blue Boo BooStuck Together          | 2021年2月1日  | 2022年1月6日 |
| 7    | 流れ星がやってきた波乱のダンス大会                       | Meteor MayhemDance of Destruction        | 2021年2月2日  | 2022年1月6日 |
| 8    | 僕はヒーローシティマラソンを走ろう                       | Fan ClubSpeeding Steel                   | 2021年2月3日  | 2022年1月6日 |
| 9    | スイッチャルー卵を守れ                                   | SwitcherooProtect the Egg                | 2021年2月4日  | 2022年1月6日 |
| 10   | スチール 月へ行くこれぞマジック                          | Steel in SpaceThat's Magic               | 2021年2月5日  | 2022年1月6日 |
| 11   | ニセモノが大暴れリサイクルデー                           | Double TroubleBox Not So Clever          | 2021年2月8日  | 2022年1月6日 |
| 12   | 空にお絵かき史上最速カーレース                           | Sky ArtThe Great Race                    | 2021年2月10日 | 2022年1月6日 |
| 13   | ボビーと翻訳マシン巨大迷路は大迷惑                       | Doctor Steel LittleAstonished and Amazed | 2021年2月12日 | 2022年1月6日 |
| 14   | 配達ドローンの暴走ボビーはエースパイロット               | Attack of the DronesSlime Time           | 2021年2月16日 | 2022年1月6日 |
| 15   | キャプテン・スチールウォーター・パーク                   | Captain SteelWash Out                    | 2021年2月18日 | 2022年1月6日 |
| 16   | 無重力ビームバウンスボール                               | Gravity CalamityBall of Chaos            | 2021年5月24日 | 2022年1月6日 |
| 17   | ローラのアクロバット飛行下水道のひみつ                   | Lola's Air DisplayDown the Sewers        | 2021年5月26日 | 2022年1月6日 |
| 18   | 小さいってすばらしい松ぼっくりにビックリ！               | Small is SmashingPine Cone Power Up      |               | 2022年1月6日 |
| 19   | 鹿になったスチールベリーバードの帰る森                   | Steel AntlerBerry Bad                    |               | 2022年1月6日 |
| 20   | 巨大野菜コンテストメガ・マグネットで大混乱               | Turnip for The BooksMagnet Maelstrom     |               | 2022年1月6日 |